# Dr. Beat
Dr. Beat ist ein Lied der Musikgruppe Miami Sound Machine, das im Jahr 1984 von Enrique E. „Kiki“ Garcia geschrieben und von Emilio Estefan Jr. produziert wurde.

## Geschichte
Ursprünglich handelte es sich um ein englischsprachiges Lied der Musikgruppe, das von Epic Records als B-Seite eines spanischen Titels herausgebracht wurde, um die englischsprachige Bevölkerung der USA zu erreichen. Die DJs bevorzugten diesen Titel anstelle des spanischsprachigen Lieds auf der A-Seite.
Als Reaktion darauf wurde Dr. Beat weltweit im Juli 1984 als A-Seite einer 10″-Single veröffentlicht. Das Lied war in vielen Ländern erfolgreich. Der Aufstieg in die Top 10 der Dance-Charts in den USA bedeutete den dortigen Durchbruch für Miami Sound Machine.
In Großbritannien und der Schweiz zeichnete man den Hit mit der Silbernen Schallplatte aus. In Australien erhielt der Song die Goldene Schallplatte. In Südkorea erreichte das Lied Platz 1 der Charts.
Das Lied wurde aufgrund des großen Erfolges in Europa dort in Diskotheken vorgestellt. Aus Mangel an eigenen Stücken spielte die Gruppe alte kubanische Congas, die gut ankamen. Dies brachten sie auf die Idee, ein Lied namens Conga mit englischem Text zu komponieren.
Dr. Beat ist 4:26 Minuten lang und erschien auf dem ersten vollständig englischsprachigen Album Eyes of Innocence. Auf der B-Seite der Single befindet sich eine Instrumentalversion des Songs.

## Musikstil
Das Lied vermischt eine fröhliche Disco-Melodie mit Einflüssen aus der lateinamerikanischen Musik. Die Sirene am Anfang des Titels rief die Tänzer in den Diskotheken auf die Tanzfläche. In den USA wurde das Lied als R&B und in Europa als Dance eingestuft.

## Musikvideo
Zu Beginn des Musikvideos tanzt Gloria Estefan auf dem Dach eines Hochhauses vor vielen Leuten. Danach wird sie von Ärzten ins Krankenhaus gefahren. Im Krankenhaus werden einige Untersuchungen und eine Operation durchgeführt, am Ende wird ein Radio aus Gloria Estefan entfernt.

## Coverversionen
- 1997: Sandra
- 2000: Prezioso feat. Marvin (Emergency 911)
- 2005: Mylo (Doctor Pressure)
- 2009: Brooklyn Bounce (Louder & Prouder)